# Paonidia pentaptila
Paonidia pentaptila là một loài bướm đêm trong họ Erebidae.